# Новостепанівський (заказник)
Новостепа́нівський заказник — ентомологічний заказник місцевого значення в Україні. Розташований між селами Новостепанівка та Івано-Михайлівка Самарівського району Дніпропетровської області. 
Площа 245 га. Статус присвоєно згідно з рішенням облвиконкому 14.10.1982 року № 654. Перебуває у віданні: Самарівська райдержадміністрація. 
Статус присвоєно для збереження ділянки зі степовою та чагарниковою нектароносною рослинністю та сприятливими умовами для життя диких бджіл і джмелів.